# 10760 Ozeki
10760 Ozeki (1990 TJ3) là một tiểu hành tinh vành đai chính được phát hiện ngày 15 tháng 10 năm 1990 bởi K. Endate và K. Watanabe ở Kitami.